# Jean-Baptiste de Gaumont
Pour les articles homonymes, voir Gaumont (homonymie).
Jean-Baptiste de Gaumont, né en 1663 et mort en septembre 1750, est un magistrat et administrateur français de l'Ancien Régime. Issu d'une famille de la noblesse de robe, il est d'abord maître des requêtes (1711), puis membre du Conseil de finances  (1715-1718), intendant des finances (1722-1734) et conseiller d'Etat à partir de 1724.

## Biographie

### Famille
Jean-Baptiste de Gaumont est issu d'une famille de la noblesse de robe, anoblie par charges dans la seconde moitié du XVIe siècle.
Il se marie le 14 septembre 1693 avec Marie-Catherine Guillois, née en 1673 et morte à Paris le 4 août 1740, sans laisser d'enfant. Elle est la fille de Michel Guillois, conseiller au Châtelet et échevin de Paris et de Catherine Doyneau

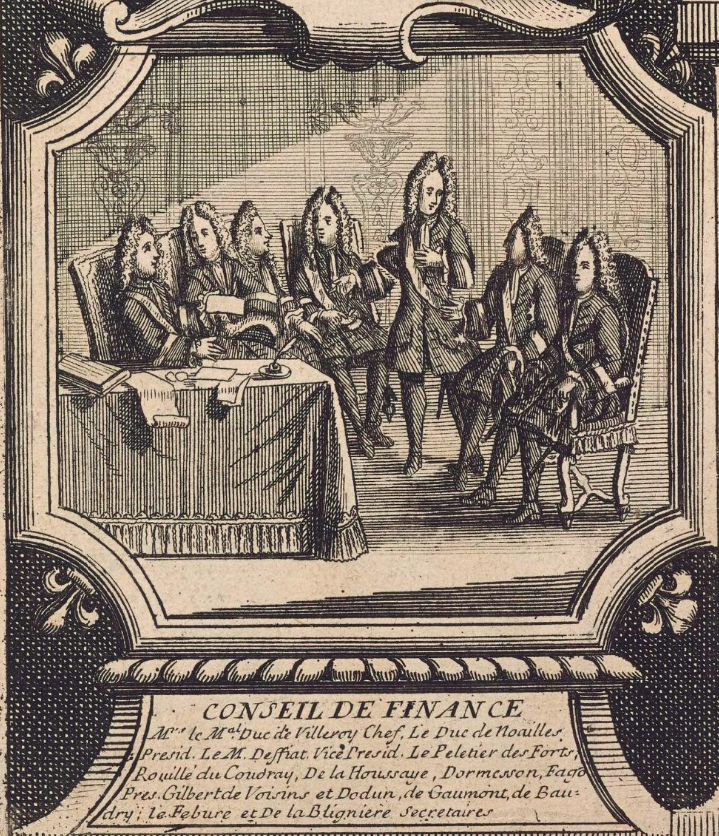
L'heureux commencement du règne de Louis XV, Roy de France et de Navarre par la régence de S. A. R. Monseigneur le duc d'Orléans et l'établissement des conseils (détail).

### Un maître des requêtes au Conseil de finances
En 1711, Jean-Baptiste de Gaumont, conseiller à la Cour des aides de Paris, magistrat depuis 23 ans, achète un office de maître des requêtes. Il a alors 48 ans, âge relativement élevé pour entrer dans cette charge. Contrairement à beaucoup de maîtres des requêtes, il ne cherche pas à devenir intendant d'une province, mais essaye de faire carrière à Paris.
En septembre 1715, dans le cadre du système de la polysynodie, Gaumont entre au Conseil de finances. On ignore les raisons profondes qui poussent le Régent à le nommer à ce poste, mais son habitude des questions contentieuses, comme maître des requêtes, est un atout.
Au Conseil de finances, les attributions de Gaumont sont principalement les fermes des aides et du papier timbré et concernent également les localités :  l'octroi des villes et les dettes des communautés.
Comme d'autres membres du Conseil de finances (Baudry, Lefèvre d'Ormesson, Rouillé du Coudray, Fagon, Le Peletier de La Houssaye), du Conseil de la guerre (Barberie de Saint-Contest, Le Blanc) et du Conseil du dedans (Roujault), il est un des organisateurs de l'opération du visa de décembre 1715 - janvier 1716, qui consiste à vérifier les dettes de l'État, dans le but avoué de les réduire.
De même, il est commis en septembre 1716 avec Fagon, Baudry et Dodun, pour liquider des offices supprimés.
Après la démission du duc de Noailles de la présidence du Conseil de finances en janvier 1718, Gaumont en reste membre, mais ce conseil devient une coquille vide : il continue en théorie d'exister, mais il n'a plus de conseil que le nom, le département des finances étant contrôlé par d'Argenson et Law. Le Conseil de finances est formellement supprimé quand Law devient contrôleur général des finances, en janvier 1720.

### Intendant des finances et conseiller d'État
En 1720, Jean-Baptiste de Gaumont devient commissaire aux finances, avec Lefèvre d'Ormesson, et Le Peletier des Forts. C'est une charge proche de celle d'intendant des finances supprimée en 1715. Finalement, comme ses anciens collègues au Conseil de finances Louis Fagon et Lefèvre d'Ormesson, Gaumont devient intendant des finances en 1722, lors du rétablissement de cette charge.
Après avoir eu une lettre d'expectative en 1722, Gaumont devient conseiller d'État, en 1724. La dignité de conseiller d'État est le plus haut degré que peuvent atteindre les magistrats. Gaumont y parvient à un âge assez avancé (61 ans) par rapport à la moyenne des nominations (environ 48 ans). Cette dignité est en soi assez peu lucrative (5 100 livres annuelles) mais elle permet d'obtenir une charge importante dans une maison princière. Gaumont est ainsi chef du conseil de la princesse de Conti, qui lui fait don de 200 000 livres pour le récompenser. Sa probité est reconnue et respectée.

En 1734, Gaumont cède sa charge d'intendant des finances à son neveu, Trudaine. En mai 1744, la mort de Louis Fagon libère une place au Conseil royal des finances. Louis XV y nomme Gaumont, parce qu'il l'estime, mais celui-ci refuse, invoquant son grand âge : il est alors octogénaire. Louis XV charge Henri d'Ormesson d'insister :  
M. de Gaumont est malade, mais cela ne durera pas et il sera fâché d'avoir refusé si sa santé revient, comme je l'espère et le souhaite ; il fera sa charge quand et comme il pourra, je sais qu'il est fort âgé et quelquefois malade, je n'exigerai pas de lui l'impossible. encore une fois, dites-le lui : je l'aime ; qu'il se ménage, qu'il se conserve, ses jours me sont précieux, mais qu'il acccepte. 
Mais Gaumont s'obstine dans son refus. Sa mort en septembre 1750 est annoncée dans la Gazette et le Mercure de France. Il est inhumé dans l'église Saint-Paul à Paris.